# Банцурткари
Банцурткари (груз. ბანცურთკარი) — село в Грузии, в муниципалитете Душети края Мцхета-Мтианети. 

## География
Село расположено в центральной части края, в 28 километрах по прямой к северо-западу от центра муниципалитета Душети. Высота центра — 1020 метров над уровнем моря.

## Население
По данным переписи населения 2014 года, в селе проживало 53 человека.
| Год  | Население | Мужчины | Женщины |
| ---- | --------- | ------- | ------- |
| 2002 | 24        | 11      | 13      |
| 2014 | 13        | 7       | 6       |